# Saggio alla fiamma

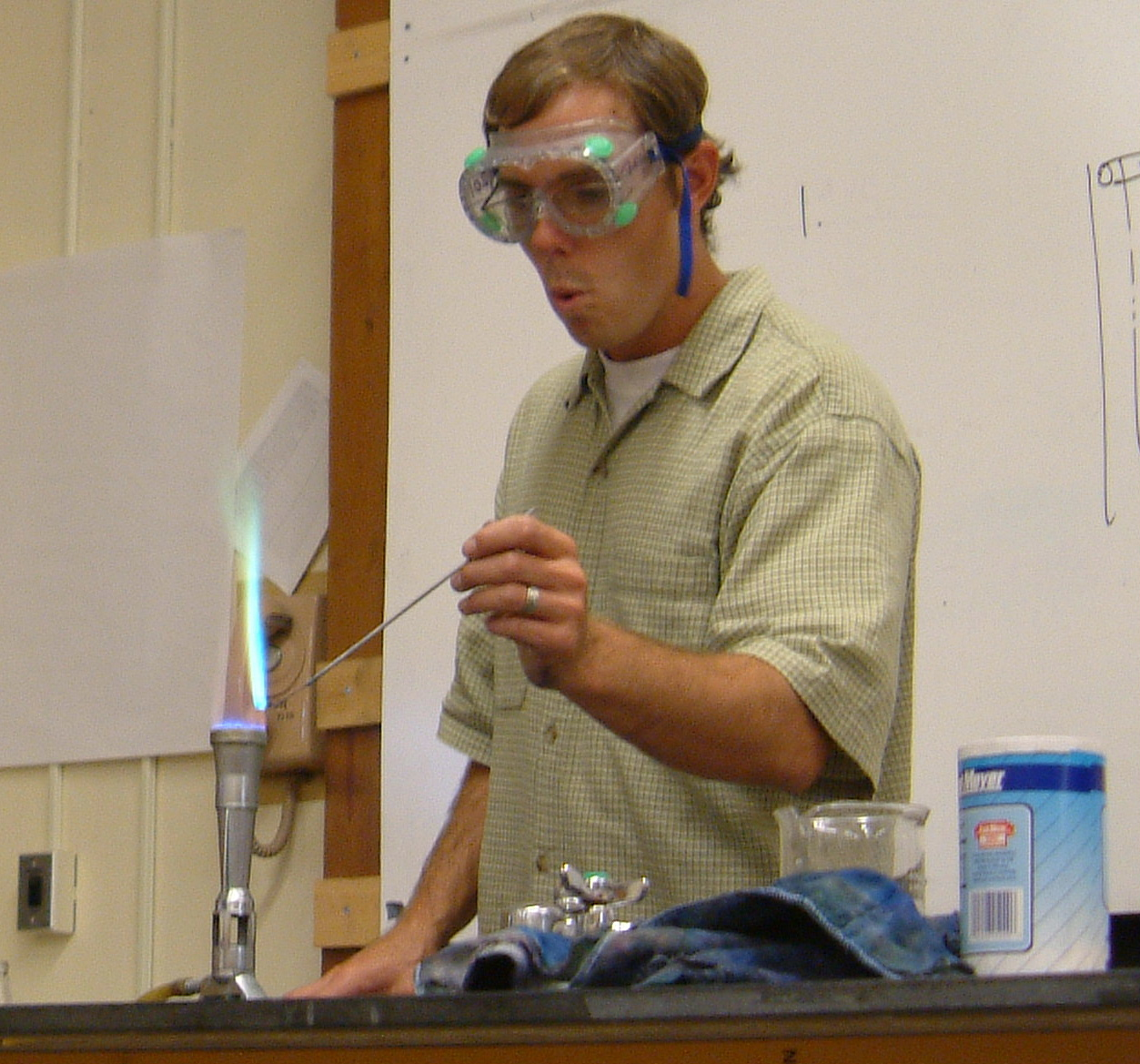

In chimica, il saggio alla fiamma è una semplice tecnica di analisi qualitativa per verificare la presenza di ioni di metalli alcalini, alcalino-terrosi e alcuni metalli di transizione.
Si basa sull'emissione di luce a determinate frequenze da parte degli atomi di un campione, eccitati per via termica. Sullo stesso principio si basano i fuochi d'artificio.

## Descrizione
Una piccola quantità di campione – o di una sua soluzione in acido cloridrico  o acido nitrico  viene posta su un filo di platino o di nichel-cromo, solitamente tenuto tramite una bacchetta di vetro, e immersa nella fiamma ossidante di un bruciatore a gas, ad esempio il becco di Bunsen. L'utilizzo dell'acido cloridrico per diluire la sostanza da analizzare oppure semplicemente per ripulire il filo dopo ogni analisi permette la reazione di doppio scambio con i sali che si studiano, portando alla formazione di cloruri che si osservano meglio durante lo svolgimento della colorazione alla fiamma.
Si parte dalla base della fiamma, caratterizzata da una temperatura minore (circa 300 °C) e che permette di osservare i cationi, che necessitano di energia minore per essere osservati, fino ad arrivare alla zona di fusione (caratterizzata da temperatura di circa 1400 °C) dove si osservano i cationi restanti, del II gruppo e dei metalli di transizione, che necessitano di energia maggiore.
Gli atomi del metallo presenti nel campione, che grazie all'energia termica sono passati a uno stato eccitato, conferiscono alla fiamma un colore tipico, dal quale se ne deduce la presenza. Il colore è dato dallo spettro di emissione dello ione.
Il fenomeno è dovuto infatti ad eccitazioni elettroniche e alle relative riemissioni radiative da e per orbitali atomici, che essendo ad energia quantizzata, corrispondono a salti di energia discreti ben precisi e dipendenti dall'elemento considerato, secondo la nota equazione di Planck: E = hf, in cui h è la costante di Planck ed f è la frequenza corrispondente al salto elettronico di energia E. Ogni elemento emetterà più radiazioni elettromagnetiche che sommate tra loro daranno alla fiamma la colorazione tipica percepita dall'occhio umano.

## Colori
| Elemento                                                        | Simbolo | Colore                    | Immagine | Immagine attraverso un vetro al cobalto | Note |
| --------------------------------------------------------------- | ------- | ------------------------- | -------- | --------------------------------------- | --- |
| Argento                                                         | Ag+     | bianco giallastro         |          |                                         | |
| Antimonio                                                       | Sb3−    | bianco                    |          |                                         | |
| Arsenico                                                        | As3−    | indaco                    |          |                                         | associato ad un caratteristico odore di aglio |
| Bario                                                           | Ba2+    | verde pallido             |          |                                         | molto persistente; carbonati e solfati colorano la fiamma e diventano alcalini dopo il test, silicati e fosfati no |
| Boro                                                            | B3+     | verde brillante           |          |                                         | i composti raramente mostrano una reazione alcalina dopo il test; il colore è dovuto alla contemporanea presenza di blu e arancione nello spettro                                                                              |
| Calcio                                                          | Ca2+    | da arancione a rosso      |          |                                         | a sprazzi; alcune sostanze a base di calcio colorano la fiamma anche senza reagire con HCl |
| Cesio                                                           | Cs+     | viola chiaro              |          |                                         | spesso mascherato dal più invadente giallo del sodio |
| Europio                                                         | Eu3+    | rosso                     |          |                                         | |
| Ferro (III)                                                     | Fe3+    | dorato                    |          |                                         | |
| Fosforo                                                         | P3−     | turchese                  |          |                                         | non è molto indicativo, ma può aiutare a identificare i fosfati |
| Gallio                                                          | Ga3+    | blu                       |          |                                         | |
| Indio                                                           | In2+    | blu λ=410 nm              |          |                                         | le linee blu sullo spettro sono molto nitide |
| Litio                                                           | Li+     | rosso carminio λ=670 nm   |          |                                         | intenso e persistente; i minerali che lo contengono non diventano alcalini dopo il test |
| Magnesio                                                        | Mg2+    | bianco brillante          |          |                                         | |
| Manganese (II)                                                  | Mn2+    | verde oliva               |          |                                         | |
| Molibdeno                                                       | Mo+     | verde oliva               |          |                                         | specialmente nel caso di ossidi e solfuri |
| Piombo (II)                                                     | Pb2+    | bianco-azzurro            |          |                                         | poco persistente |
| Potassio                                                        | K+      | lilla λ=760 nm            |          |                                         | poco persistente; spesso mascherato dal più invadente giallo del sodio |
| Radio                                                           | Ra2+    | carminio                  |          |                                         | |
| Rame (I)                                                        | Cu+     | blu chiaro                |          |                                         | i bordi esterni della fiamma sono colorati di verde smeraldo |
| Rame (II), alogenuri                                            | Cu2+    | blu-verde (foglia di tè)  |          |                                         | |
| Rame (II), non alogenuri                                        | Cu2+    | verde acqua               |          |                                         | intenso ma non persistente, con scintille |
| Rubidio                                                         | Rb+     | viola chiaro λ=780 nm     |          |                                         | spesso mascherato dal più invadente giallo del sodio |
| Selenio                                                         | Se2−    | azzurro                   |          |                                         | è associato al caratteristico odore di verdure marce |
| Sodio                                                           | Na+     | giallo-arancione λ=589 nm |          |                                         | intenso e persistente, può mascherare la presenza di altri colori: è consigliabile usare degli schermi a base di vetri al cobalto per osservare la presenza di altri colori e pulire molto bene il filo metallico dopo il test |
| Stagno                                                          | Sn      | blu/viola                 |          |                                         | |
| Stronzio                                                        | Sr2+    | rosso scarlatto λ=460 nm  |          |                                         | persistente; carbonati e solfati colorano la fiamma e diventano alcalini dopo il test, silicati e fosfati no |
| Tellurio                                                        | Te2−    | verde chiaro              |          |                                         | |
| Tallio (III)                                                    | Tl3+    | verde scuro               |          |                                         | raramente osservato |
| Zinco                                                           | Zn2+    | blu-verde (foglia di tè)  |          |                                         | appare come una striscia nitida tra le fiamme |
| ossido di zinco                                                 | ZnO     | verde                     |          |                                         | |
| i colori collegati alla tabella hanno solo un valore indicativo |         |                           |          |                                         | |

Qualora nel campione siano presenti sia sodio che potassio, il colore lilla di quest'ultimo risulta coperto dal giallo del primo. In questo caso, per verificare la presenza del potassio si osserva la fiamma attraverso un vetro blu al cobalto. Il giallo del sodio viene oscurato, se è presente potassio la fiamma appare color violetto.